# وانگانلا، نیو ساوت ولز
وانگانلا (به انگلیسی: Wanganella) یک شهرک در استرالیا است که در نیو ساوت ولز واقع شده‌است.